# Propositura di San Michele Arcangelo (Ponte Buggianese)
 (novembre 2016).
Si vous disposez d'ouvrages ou d'articles de référence ou si vous connaissez des sites web de qualité traitant du thème abordé ici, merci de compléter l'article en donnant les références utiles à sa vérifiabilité et en les liant à la section « Notes et références ».
La Propositura di San Michele Arcangelo, Santuario di Maria Santissima del Buon Consiglio, est un édifice religieux situé sur la commune de Ponte Buggianese, en province de Pistoia.
Documentée à partir du début du XVIe siècle, elle est reconstruite au XIXe siècle. L'interieur est décoré par un important cycle de fresques réalisées par Pietro Annigoni et ses élèves entre 1967 et 1988.